# این اکسس
این اکسس یا به صورت INXS (تلفظ به "in excess") یک گروه راک استرالیایی بود که با نام The Farriss Brothers در سال ۱۹۷۷ در سیدنی، نیو ساوت ولز تشکیل شد. اعضای مؤسس گروه گری گری بیرز نوازنده بیس، اندرو فاریس آهنگساز و کیبورد نواز، جان فاریس درامر، تیم فاریس گیتاریست، مایکل هاچنس خواننده و ترانه‌سرای اصلی و کرک پنگیلی نوازنده گیتار و ساکسیفون بودند. گروه که در ابتدا به خاطر سبک نوین ویو / پاپ خود شناخته می‌شد، بعداً سبک پاب راک سخت‌تری را ایجاد کرد که شامل عناصر فانک و رقص بود.